# 十輪寺 (鳴門市)
十輪寺（じゅうりんじ）は徳島県鳴門市大麻町萩原に所在する高野山真言宗の寺院。山号は説法山。詳しくは、説法山 宝珠院 十輪寺と号する。別名談義所と呼ばれる。本尊は地蔵菩薩。四国八十八箇所霊場第一番前札所。

## 概要
かつては近畿方面より四国八十八箇所の巡礼を行う場合、船で鳴門の撫養港に到着していた。ここから上陸し巡礼に向かった。十輪寺は第一番札所の霊山寺に向かう途中に位置するため巡礼者の多くはここに立ち寄った。そこで第一番前札所と呼ばれるようになった。
寺伝によれば、十輪寺は飛鳥時代の白雉2年（651年）讃岐国三木郡出身の僧侶・智光律師によって建立されたとされる。智光は全国行脚の後、阿波国海部郡に草庵を結んでいた。智光はここで男児が「阿波北部の説法山に寺院を建て、そこで修行するように」と告げる夢を見た。智光はその地に向かい修行を行うと、地中より「地蔵菩薩」と書かれた木板を掘り当てた。そこで智光は地蔵菩薩を彫りこれを本尊として十輪寺を建立した。智光が白雉3年（652年）に没すると地蔵菩薩も消えたという。
平安時代初期の大同（806年 - 810年）に空海（弘法大師）が智光律師の伝説を聞き及び、地蔵菩薩を彫って再びこの地に安置したと言われる。その際に、僧侶を集めて説法を行い四国霊場の談義をしたとされる。そこで十輪寺は「談義所」と呼ばれるようになった。その後、嵯峨天皇の命により備後国の僧・智明が伽藍を整備したと伝えられている。
現在の境内は、昭和61年（1986年）に整備されたもので、この時、本堂、地蔵堂が改築された。

## 画像

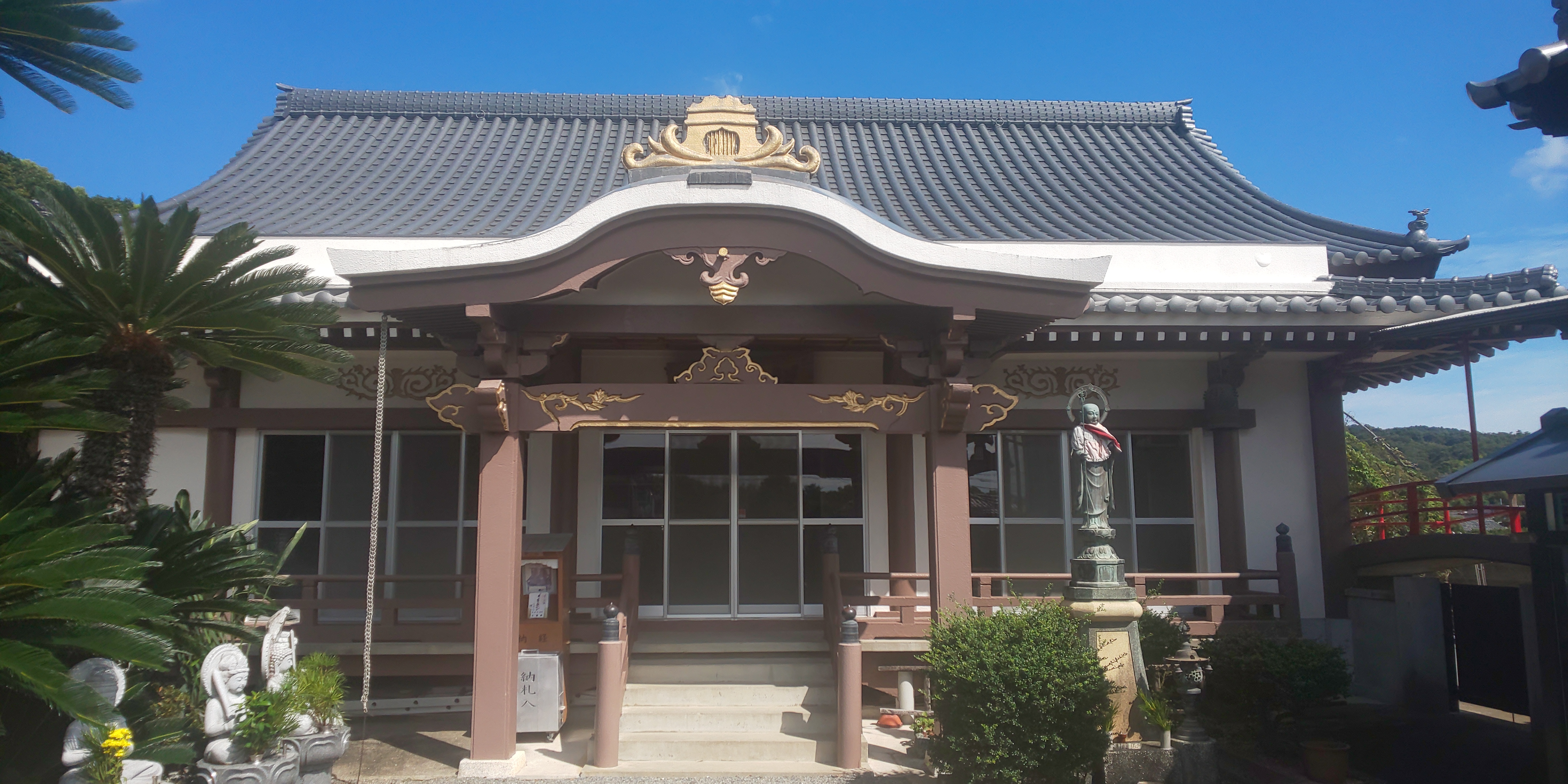
本堂
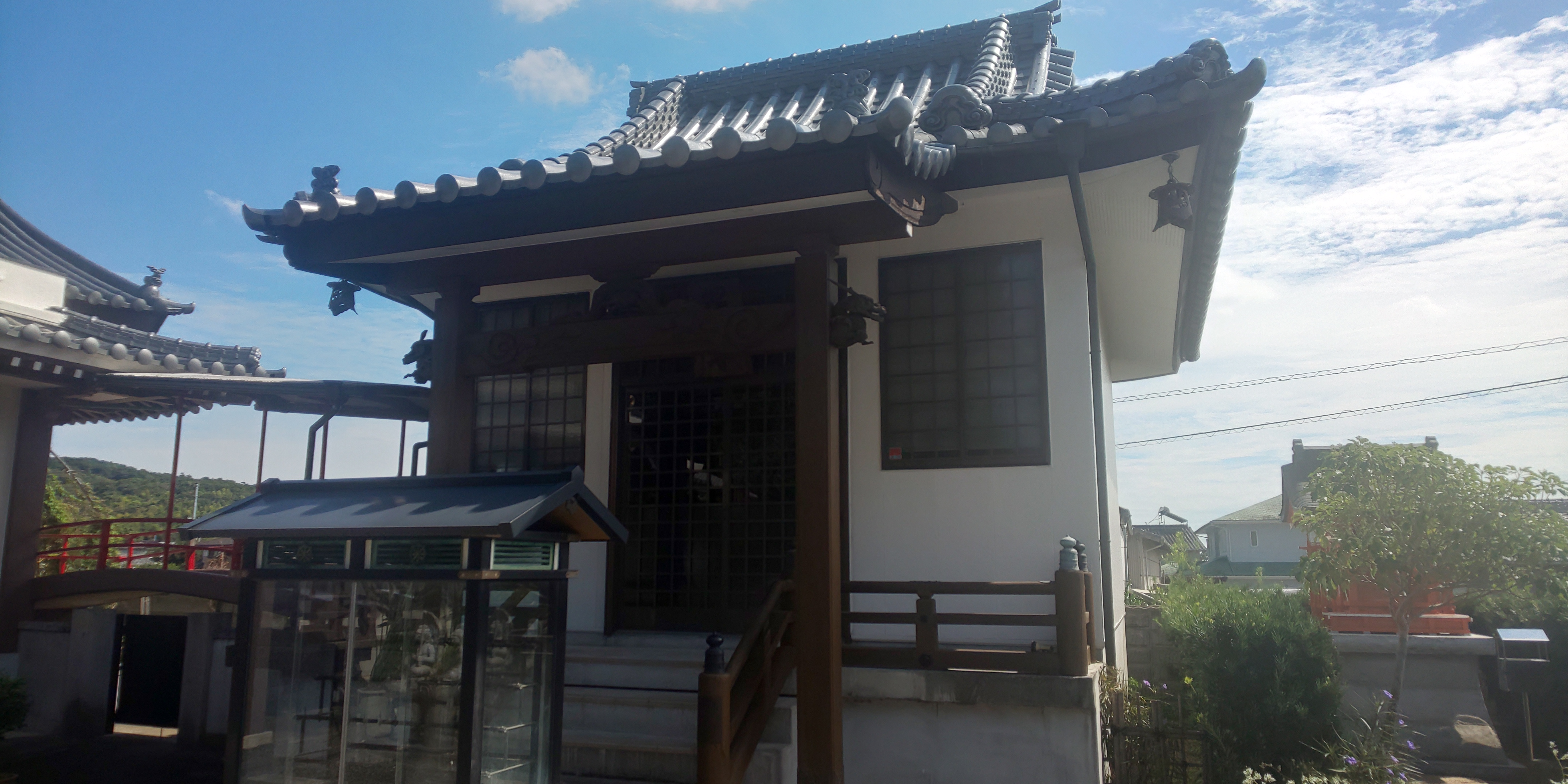
地蔵堂（本尊）
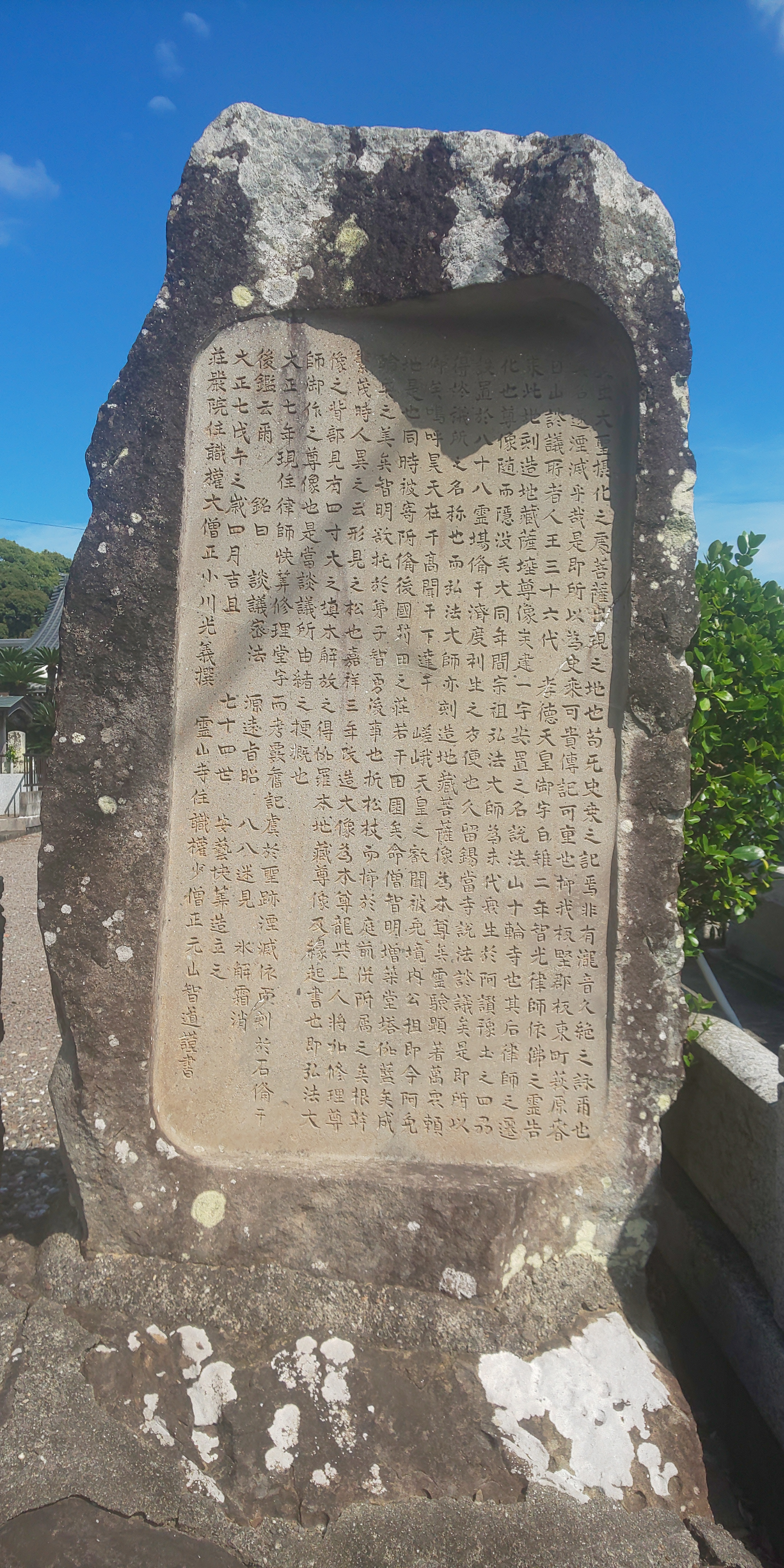
石碑
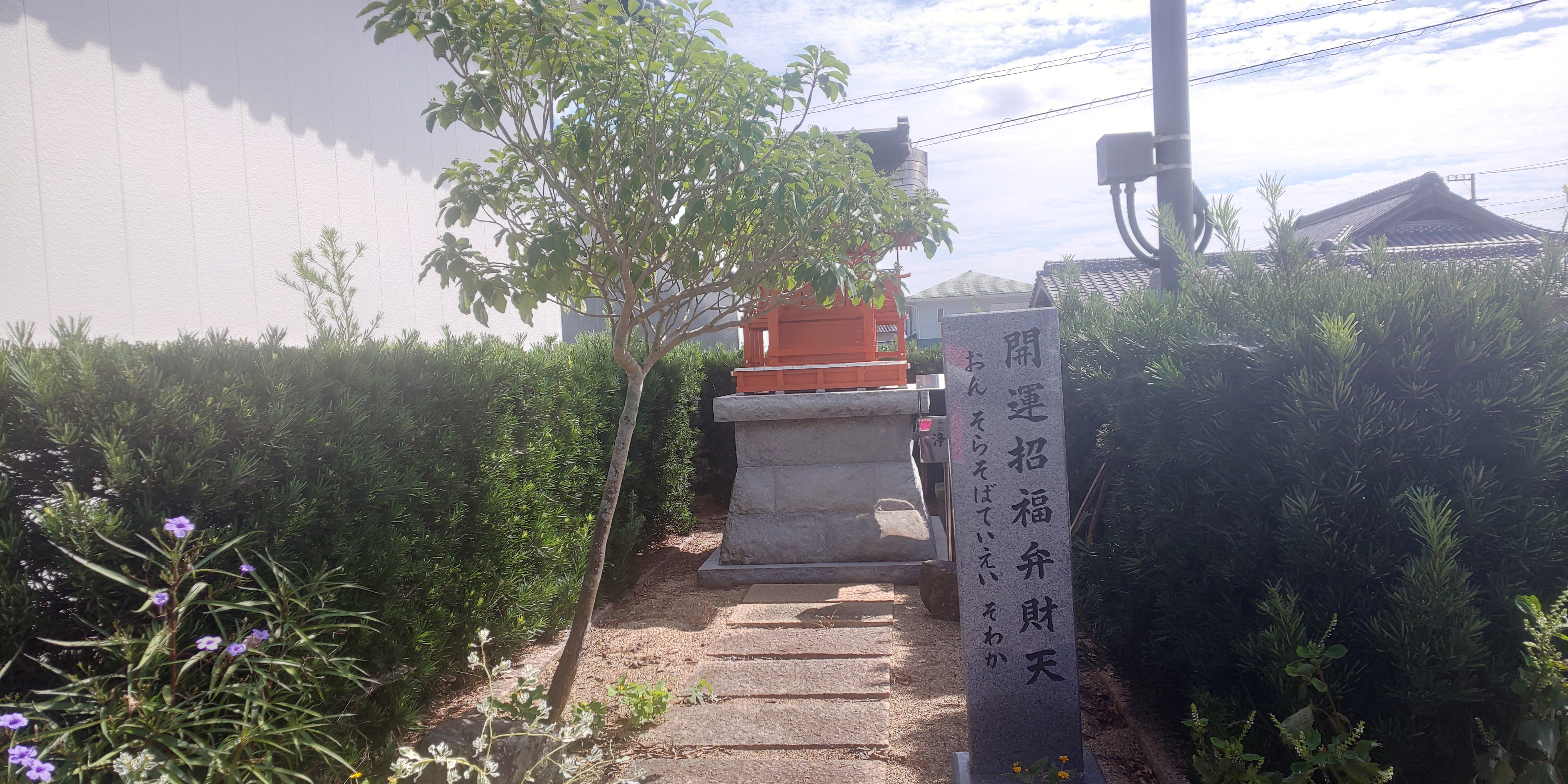
弁財天のお堂

## 交通アクセス
バス
- 徳島バス 鳴門大麻線「萩原」下車 徒歩1分

## 前後の札所
四国八十八箇所
1番前札所 十輪寺 -- (1.3km) -- 1  霊山寺